# Psilorhynchus balitora
Psilorhynchus balitora е вид лъчеперка от семейство Psilorhynchidae. Видът не е застрашен от изчезване.

## Разпространение
Разпространен е в Бангладеш, Индия (Аруначал Прадеш, Асам, Западна Бенгалия, Манипур, Мегхалая, Мизорам и Трипура) и Непал.

## Описание
На дължина достигат до 7 cm.